# Tomislav I.
Tomislav I. (vládl 910–928, latinsky Tamislao) byl první chorvatský král, na nějž byl korunován roku 925 papežem Janem X.

## Život
Tomislav I. pocházel z panovnické dynastie Trpimírovců, jeho otcem byl zřejmě Mutimír, který byl synem Trpimíra I., zakladatele rodu Trpimírovců. Tomislav byl prvním slovanským králem. Předtím, než se stal králem vládl jako kníže (nebo vévoda, latinsky dux Croatorum) přímořského Chorvatska, po korunovaci užíval dědičného titulu krále chorvatského a dalmatského (rex Croatorum et Dalmatium).
Za vlády krále Tomislava mělo středověké Chorvatské království svou historicky největší rozlohu. Zahrnovalo kromě centrálního Chorvatska také Slavonii, velkou část Dalmácie a Bosnu. Král Tomislav však jako král nevládl dlouho, neboť již v roce 928 zemřel. Po jeho smrti stát oslabily občanské války a některá území, včetně Bosny, byla ztracena.
Ačkoli by měl být synem Mutimíra Trpimírovce, existují také i dohady, že byl synem velkomoravského knížete Svatopluka II.